# بچه‌های آخر کلاس
بچه‌های آخر کلاس (به انگلیسی: arka siradakiler) یک مجموعهٔ تلویزیونی رمانتیک، ساخته شده توسط هامدی الکان، با بازیگری بلنت چتین در نقش اوکتای و سینم اوزتورک در نقش گامز است که رابطه عاشقانه اوکتای و گامز را به تصویر می‌کشد.
چنل ستاره شمالی
@setareh_shomaliy
@setareh_shomaliy

## بازیگران
| بازیگر          | نقش           | توضیحات قسمت | لاتین               |
| --------------- | ------------- | ------------ | ------------------- |
| بلت امین        | کمال هوجا     | ۱-١٢٤        | Bülent Emin Yarar   |
| بلنت چتین       | اوکتای کاراجا | ۱-۱۹۳        | Bülent Çetinaslan   |
| سینم اوزتورک    | گامزه         | ۱-۱۹۳        | Sinem Öztürk        |
| باریش آتای      | صفت           | ۱-۱٦٠        | Barış Atay Mengüllü |
| فرات چول اوقلی  | ابراهیم       | ۱-۱۹۳        | Fırat Çöloğlu       |
| تموز کاری       | یادیگار       | ۱-۱٥٦        | Temmuz Karikutal    |
| اورال اوزر      | سدات          | ۱۰۱-۱۹۳      | Oral Özer           |
| پلین آکیل       | زهرا          | ۴۰-۱۶۰       | Pelin Akil          |
| دنیز ساریباش    | سیبل          | ۱-۱۹۳        | Deniz Sarıbaş       |
| علی تاراک       | سردار         | ۱۶۱-۱۹۳      | Ali Tarık Fındık    |
| سودا دالگیچ     | اوزگه         | ۱-۱۹۳        | Sevda Dalgıç        |
| باریش بوکتل     | علی           | ۱-۱۹۳        | Barış Büktel        |
| مروه اردوغان    | ادا           | ۱-۱۹۳        | Merve Erdoğan       |
| دمیر کووتی      | دیزدار        | ۱-۱۱۲        | Demir Kuvvetli      |
| ایتچ ار         | پاموک         | ۱-۱۹۳        | Aytaç Er            |
| اسین            | کرم           | ۴۳-۱٤٩       | esin civangil       |
| گلشاه           | سانم          | ۱-١٦٠        | Gülşah Küçükyıldız  |
| گزده موکاولات   | بوشرا         | ۱-٤٠ ١٣٥-١٦٠ | Gözde Mukavelat     |
| جانر اردم       | ممو           | ۱-١٦٠        | Caner Erdem         |
| اسمان بویوکرجان | جاهید کاراجا  | ۱-۱۹۳        | Osman Büyükercan    |
| یاگز کوجوک کمر  | کرای          | ۱-٥٦         | Yağız Küçükemre     |
| نورهاک مینه     | پینار         | ٨٤ - ١٦٠     | Nurhak Mine Söz     |
| جانان هوشگور    | الیف          | ۱-۱۹۳        | Canan Hoşgör        |

## فصل‌ها
| فصل   | قسمت | تعداد قسمت | سال  | کانال |
| ----- | ---- | ---------- | ---- | ----- |
| فصل ۱ | ۴۰   | ۱-۴۰       | ۲۰۰۷ | فاکس  |
| فصل ۲ | ۳۸   | ۴۱-۷۸      | ۲۰۰۸ | فاکس  |
| فصل ۳ | ۴۳   | ۷۹-۱۲۱     | ۲۰۰۹ | فاکس  |
| فصل ۴ | ۳۹   | ۱۲۲-۱۶۰    | ۲۰۱۰ | فاکس  |
| فصل ۵ | ۱۰   | ۱۶۱-۱۷۰    | ۲۰۱۱ | فاکس  |
| فصل ۶ | ۲۳   | ۱۷۱-۱۹۳    | ۲۰۱۲ | TNT   |

## دنباله
بچه‌های آخر کلاس:امید دنباله این مجموعه است که پس از فصل ۴، نام آن تغیر می‌یابد. در این فصل همچنین فضای سریال تغییر می‌یابد.

## سریال‌های مشابه
دفترچه خاطرات not defteri 2014 که در سال ۲۰۱۴ در کانال فاکس پخش می‌شد؛ و پخش آن به دلایل نا مشخصی متوقف شد.